# Odontocolon minutum
Odontocolon minutum är en stekelart som först beskrevs av Telenga 1930.  Odontocolon minutum ingår i släktet Odontocolon och familjen brokparasitsteklar. Inga underarter finns listade i Catalogue of Life.